# Admiral Muskwe
Admiral Muskwe est un footballeur zimbabwéen né le 21 août 1998 à Leicester. Il évolue au poste d'attaquant.

## Carrière

### En club
En 2016, il signe avec Leicester City
Le 28 janvier 2020, il est prêté à Swindon Town.
Le 15 juillet 2021, il rejoint Luton Town.
Le 1er septembre 2022, il est prêté à Fleetwood Town Football Club.

### En sélection
En 2014, il connait sa première sélection avec l'équipe d'Angleterre U17
En 2016, il est sélectionné pour l'équipe du Zimbabwe